# Mothibistad
Mothibistad is een stadje gelegen in de gemeente Ga-Segonyana in de Zuid-Afrikaanse provincie Noord-Kaap. Het ligt 9 km noordoostelijk van Kuruman. Voor 1994 was Mothibistad gelegen in het thuisland Bophuthatswana, een van de zogenoemde Bantoestans, en van 1994 tot een grenswijziging in 2006 was het onderdeel van de provincie Noordwest.